# チャイロクチブトカメムシ
チャイロクチブトカメムシ （茶色口太亀虫, 学名：Arma custos）はカメムシ目カメムシ科の昆虫の一種である。

## 性質
上から見ると普通のカメムシだが、横から見ると薄く平たい。体長11ミリメートルから14ミリメートル。全体が赤褐色でざらざらした質感の模様がある。腹部の縁に黒い紋が縞のように入る。
他の虫、主にチョウ目の幼虫（つまりイモムシの類）を捕食する。若齢の幼虫には、集まって群れる傾向がある。

## 分布
日本からヨーロッパまで、旧北区に分布する。沖縄にはいない。

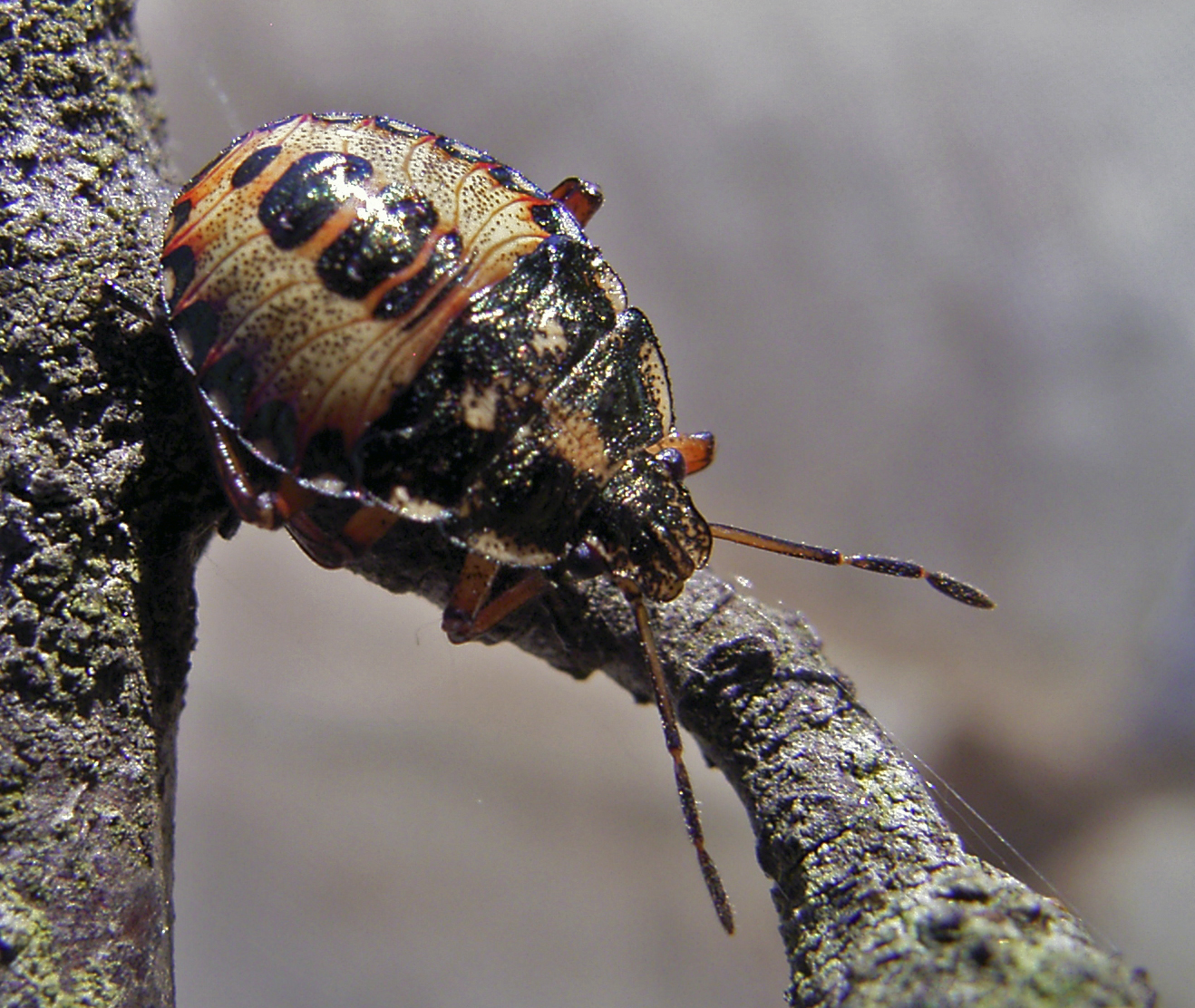
幼虫（ドイツアマーラント郡にて）